# روبرت ر. توماس
روبرت ر. توماس (بالإنجليزية: Robert R. Thomas)‏ هو محامي وقاضي ولاعب كرة قدم أمريكية وسياسي أمريكي، ولد في 7 أغسطس 1952 بروتشستر في الولايات المتحدة. حزبياً، نشط في الحزب الجمهوري.